# Куан-ван
Куан-ван (кит. трад.: 匡王; піньїнь: Kuāng) — 8-й ван Східної Чжоу, син і спадкоємець Цін-вана.
за допомоги кланів Хань, Чжао і Вей зуміввідновити спокій всвоєму володінні. По смерті Куан-вана престол успадкував його молодший брат Дін.